# Plaque d'or
La Plaque d'or (Targa d'oro)  est une récompense cinématographique italienne attribuée par le même jury que le David di Donatello.

## Liste des lauréats

### Années 1950
- 1956
  - Stewart Granger, pour son interprétation dans : Des pas dans le brouillard (Footsteps in the Fog) d'Arthur Lubin
  - Jean Simmons, pour son interprétation dans : Des pas dans le brouillard (Footsteps in the Fog) d'Arthur Lubin
- 1957
  - Alberto Lattuada, pour sa réalisation de : Guendalina
  - Alberto Ancillotto, pour sa réalisation de : L'incanto della foresta ; documentaire
- 1958
  - Vittorio De Sica, pour sa supervision de : Anna de Brooklyn (Anna di Brooklyn) de Vittorio De Sica et Carlo Lastricati
  - Antonio Pietrangeli, pour sa réalisation de : Les Époux terribles (Nata di marzo)
  - Marilyn Monroe, pour son interprétation dans : Le Prince et la Danseuse (The Prince and the Showgirl) de Laurence Olivier
  - Goffredo Lombardo, pour l'ensemble de ses productions
  - Spyros Skouras, pour l'ensemble de ses productions
- 1959
  - Renato Rascel, pour son interprétation dans : Polycarpe, maître calligraphe (Policarpo, ufficiale di scrittura) de Mario Soldati
  - Sophia Loren, pour son interprétation dans : L'Orchidée noire (The Black Orchid) de Martin Ritt
  - Susan Hayward, pour son interprétation dans : Je veux vivre ! (I Want to Live!) de Robert Wise

### Années 1960
- 1960
  - Elizabeth Taylor, pour son interprétation dans : Soudain l'été dernier (Suddenly, Last Summer) de Joseph L. Mankiewicz
  - 20th Century Fox, pour la production de : Le Journal d'Anne Frank (The Diary of Anne Frank) de George Stevens
  - Grigori Tchoukhraï, pour sa réalisation de : La Ballade du soldat (Баллада O Cолдате)
  - Giuseppe Amato, pour l'ensemble de ses réalisations et de ses productions
  - Angelo Rizzoli, pour l'ensemble de ses productions
  - Titanus, pour l'ensemble de ses productions et ses distributions
- 1963
  - Monica Vitti, pour son interprétation dans : Les Quatre Vérités d'Alessandro Blasetti, Hervé Bromberger, René Clair et Luis García Berlanga
  - Antoine Lartigue, pour son interprétation dans : La Guerre des boutons d'Yves Robert
  - Alessandro Blasetti, pour l'ensemble de ses films
- 1964
  - Catherine Spaak, pour son interprétation dans : L'Ennui et sa diversion, l'érotisme (La noia) de Damiano Damiani
  - Universal International, pour sa contribution artistique à : Charade de Stanley Donen
  - Mario Cecchi Gori, pour l'ensemble de ses productions
- 1965
  - Michel Cacoyannis, pour sa réalisation de : Zorba le Grec (Alexis Zorbas)
  - Anthony Quinn, pour son interprétation dans : Zorba le Grec (Alexis Zorbas) de Michel Cacoyannis
  - Melina Mercouri, pour son interprétation dans : Topkapi (Topkapi) de Jules Dassin
  - Dino De Laurentiis, pour l'ensemble de ses productions
- 1966
  - Rosanna Schiaffino, pour son interprétation dans : La Mandragore (La mandragola) de Alberto Lattuada
  - Lana Turner, pour son interprétation dans : Madame X de David Lowell Rich
  - Mario Chiari, pour la photographie de : La Bible : Au Commencement des Temps (The Bible: in the beginning...) de John Huston
  - Giuseppe Rotunno, pour les décors de : La Bible : Au Commencement des Temps (The Bible: in the beginning...) de John Huston
  - Vincenzo Labella, pour sa réalisation et sa scénarisation de : Prologue: The Artist Who Did Not Want to Paint; court-métrage documentaire sur Michel-Ange (13 min)
- 1967
  - Ján Kadár et Elmar Klos, pour leur réalisation de : Le Miroir aux alouettes (Obchod na korze)
  - Graziella Granata, pour son interprétation dans : L'Amant fantôme (La ragazza del bersagliere) d'Alessandro Blasetti
  - Robert Dorfmann, pour la production de : La Grande Vadrouille de Gérard Oury
  - Ingmar Bergman, pour l'ensemble de ses films
- 1968
  - Damiano Damiani, pour sa réalisation de : La Mafia fait la loi (Il giorno della civetta)
  - Nino Manfredi, pour son interprétation dans : Les Russes ne boiront pas de Coca-Cola (Italian Secret Service) de Luigi Comencini - et dans : Jeux d'adultes (Il padre di famiglia) de Nanni Loy
  - Lisa Gastoni, pour son interprétation dans : Merci ma tante (Grazie zia) de Salvatore Samperi
- 1969
  - Florinda Bolkan, pour son interprétation dans : Disons, un soir à dîner (Metti, una sera a cena) de Giuseppe Patroni Griffi
  - Leonard Whiting et Olivia Hussey, pour leur interprétation dans : Roméo et Juliette (Romeo e Giulietta) de Franco Zeffirelli

### Années 1970
- 1976
  - Ennio Lorenzini (it), pour sa réalisation de : Comme il est doux de mourir assassiné (Quanto è bello lu murire acciso)
  - Sydney Pollack, pour sa réalisation de : Les Trois Jours du Condor (Three Days of the Condor)
  - Michele Placido, pour son interprétation dans : La Marche triomphale (Marcia trionfale) de Marco Bellocchio
  - Christian De Sica, pour son interprétation dans : Giovannino (it) de Paolo Nuzzi (it)
  - Agostina Belli, pour son interprétation dans : La Carrière d'une femme de chambre (Telefoni bianchi) de Dino Risi
  - Martin Bregman et Martin Elfand, pour la production de : Un après-midi de chien (Dog Day Afternoon) de Sidney Lumet
  - Ornella Muti, pour l'ensemble de ses interprétations

### Années 1980
- 1984 : Targa d'oro spéciale pour ceux qui ont remporté plusieurs prix David di Donatello.
  - Vittorio Gassman
  - Sophia Loren
  - Nino Manfredi
  - Mariangela Melato
  - Alberto Sordi
  - Monica Vitti

### Années 2000
- 2001
  - Daniel Radcliffe
  - Giancarlo Giannini
  - Mariangela Melato
  - Alessandro von Normann
  - U.N.I.T.E.C. - Unione Nazionale Industrie Tecniche Cineaudiovisive